# Corral de Bustos
Corral de Bustos är en ort i Argentina.   Den ligger i provinsen Córdoba, i den centrala delen av landet, 400 km väster om huvudstaden Buenos Aires. Corral de Bustos ligger 118 meter över havet och antalet invånare är 9 882.
Terrängen runt Corral de Bustos är mycket platt. Corral de Bustos är det största samhället i trakten.
Trakten runt Corral de Bustos består till största delen av jordbruksmark. Runt Corral de Bustos är det glesbefolkat, med 10 invånare per kvadratkilometer.